# Marin Draganja
Marin Draganja (* 13. května 1991 Split) je chorvatský profesionální tenista, deblový specialista. Ve své dosavadní kariéře vyhrál na okruhu ATP World Tour čtyři deblové turnaje. Na challengerech ATP získal třináct titulů ve čtyřhře.
Na žebříčku ATP byl ve dvouhře nejvýše klasifikován v dubnu 2013 na 550. místě a ve čtyřhře pak v dubnu 2015 na 20. místě. Trénuje ho Gilbert Schaller a manažersky zastupuje vídeňská pobočka McCartney Group.
Na nejvyšší grandslamové úrovni se nejdále probojoval do semifinále mužské čtyřhry na French Open 2014, kde v páru s Rumunem Florinem Mergeou po výhře nad favorizovanými Nestorem se Zimonjićem nestačili na dvojici Granollers a Marc López. Na juniorce French Open 2009 vyhrál deblový grandslamový titul, když s krajanem Dinem Marcanem zdolali brazilsko-tchajwanský pár Guilherme Clézar a Huang Liang-chi.
V chorvatském daviscupovém týmu debutoval v roce 2014 čtvrtfinálem 1. skupiny zóny Evropy a Afriky proti Polsku, v němž prohrál po boku Mate Paviće čtyřhru. Přesto Chorvaté vyhráli 3:1 na zápasy. V baráži o Světovou skupinu na amsterdamské trávě vyhrál proti Nizozemsku debla s Marinem Čilićem a Chorvatsko postoupili do elitní skupiny výsledkem 3:2 na zápasy. Do roku 2016 v soutěži nastoupil ke třem mezistátním utkáním s bilancí 0–0 ve dvouhře a 1–2 ve čtyřhře.

## Tenisová kariéra

### 2014: První titul na okruhu ATP Tour
V sezóně 2014 zaznamenal první čtyři deblová finále na okruhu ATP Tour. Ve třech případech z nich odešel poražen. S krajanem Matem Pavićem prohráli na Aircel Chennai Open s dvojicí Johan Brunström a Frederik Nielsen. Následoval premiérový titul, když na červencovém International German Open v Hamburku porazil v páru s Rumunem Florinem Mergeou favorizovanou rakousko-brazilskou třetí dvojici světa Alexander Peya a Bruno Soares poměrem 6–4 a 7–5.
V mužské čtyřhře French Open vyřadil ve čtvrtfinále s Florinem Mergeou dvojici Daniel Nestor a Nenad Zimonjić. V semifinále však skončili na raketách Španělů Marcela Granollerse s Marca Lópeze.
V září odešli s finským hráčem Henrim Kontinenem odešli jako poražení finalisté z Open de Moselle, halové události v Metách, kde je zdolali polští debloví specialisté Mariusz Fyrstenberg a Marcin Matkowski. Na říjnovém Swiss Indoors, basilejském turnaji z kategorie ATP 500, opět po boku Kontinena nezvládl závěrečný zápas proti kanadsko-srbskému páru Vasek Pospisil a Nenad Zimonjić.

## Finálové účasti na turnajích ATP World Tour
| Legenda (před/od 2009)                                     |
| D – dvouhra; Č – čtyřhra                                   |
| Grand Slam (0–0)                                           |
| Tennis Masters Cup / ATP World Tour Finals (0–0)           |
| ATP Masters Series / ATP World Tour Masters 1000 (0–0)     |
| ATP International Series Gold / ATP World Tour 500 (2–1 Č) |
| ATP International Series / ATP World Tour 250 (2–2 Č)      |

### Čtyřhra: 7 (4–3)
| Stav      | Č. | Datum             | Turnaj               | Povrch    | Spoluhráč      | Soupeři ve finále                    | Výsledek                |
| --------- | -- | ----------------- | -------------------- | --------- | -------------- | ------------------------------------ | ----------------------- |
| Finalista | 1. | 5. ledna 2014     | Čennaj, Indie        | tvrdý     | Mate Pavić     | Johan Brunström Frederik Nielsen     | 2–6, 6–4, [7–10]        |
| Vítěz     | 1. | 20. července 2014 | Hamburk, Německo     | antuka    | Florin Mergea  | Alexander Peya Bruno Soares          | 6–4, 7–5                |
| Finalista | 2. | 21. září 2014     | Mety, Francie        | tvrdý (h) | Henri Kontinen | Mariusz Fyrstenberg Marcin Matkowski | 7–6(7–3), 3–6, [8–10]   |
| Finalista | 3. | 26. října 2014    | Basilej, Švýcarsko   | tvrdý (h) | Henri Kontinen | Vasek Pospisil Nenad Zimonjić        | 6–7(13–15), 6–1, [5–10] |
| Vítěz     | 2. | 8. února 2015     | Záhřeb, Chorvatsko   | tvrdý (h) | Henri Kontinen | Fabrice Martin Purav Raja            | 6-4, 6-4                |
| Vítěz     | 3. | 22. února 2015    | Marseille, Francie   | tvrdý (h) | Henri Kontinen | Colin Fleming Jonathan Marray        | 6–4, 3–6, [10–8]        |
| Vítěz     | 4. | 26. dubna 2015    | Barcelona, Španělsko | antuka    | Henri Kontinen | Jamie Murray John Peers              | 6-3, 6-7(6–8), [11–9]   |

## Finále na challengerech ATP
| Legenda              |
| -------------------- |
| Challengery (13–3 Č) |

### Čtyřhra: 16 (13–3)
| Stav      | Č.  | Datum              | Turnaj                          | Povrch | Spoluhráč            | Soupeři ve finále                            | Výsledek              |
| --------- | --- | ------------------ | ------------------------------- | ------ | -------------------- | -------------------------------------------- | --------------------- |
| Vítěz     | 1.  | 15. dubna 2012     | Blumenau, Brazílie              | antuka | Dino Marcan          | Blaž Kavčič Antonio Veić                     | 6–2, 6–0              |
| Finalista | 1.  | 7. července 2012   | Arad, Rumunsko                  | antuka | Dino Marcan          | Nikola Mektić Antonio Veić                   | 6–7(5–7), 6–4, [3–10] |
| Finalista | 2.  | 21. července 2012  | Recanati, Itálie                | tvrdý  | Dino Marcan          | Dane Propoggia Brydan Klein                  | 5–7, 6–2, [12–14]     |
| Vítěz     | 2.  | 21. srpna 2012     | Sibiu, Rumunsko                 | antuka | Lovro Zovko          | Alexandru-Daniel Carpen C. Saavedra-Corvalán | 6–4, 4–6, [11–9]      |
| Vítěz     | 3.  | 16. září 2012      | Banja Luka, Bosna a Hercegovina | antuka | Lovro Zovko          | Colin Ebelthite Jaroslav Pospíšil            | 6–1, 6–1              |
| Vítěz     | 4.  | 31. března 2013    | San Luis Potosí, Mexiko         | antuka | A. Menéndez-Maceiras | Marco Chiudinelli Peter Gojowczyk            | 6–4, 6–3              |
| Vítěz     | 5.  | 14. dubna 2013     | Guadalajara, Mexiko             | tvrdý  | Mate Pavić           | Samuel Groth John-Patrick Smith              | 5–7, 6–2, [13–11]     |
| Vítěz     | 6.  | 6. července 2013   | Portorož, Slovinsko             | tvrdý  | Mate Pavić           | Aljaž Bedene Blaž Rola                       | 6–3, 1–6, [10–5]      |
| Vítěz     | 7.  | 20. července 2013  | Eskişehir, Turecko              | tvrdý  | Mate Pavić           | Sanchai Ratiwatana Sonchat Ratiwatana        | 6–3, 3–6, [10–7]      |
| Vítěz     | 8.  | 17. srpna 2013     | Cordenons, Itálie               | antuka | Franko Škugor        | Norbert Gomboš Roman Jebavý                  | 6–4, 6–4              |
| Finalista | 3.  | 7. září 2013       | Janov, Itálie                   | antuka | Mate Pavić           | Daniele Bracciali Oliver Marach              | 3–6, 6–2, [9–11]      |
| Vítěz     | 9.  | 14. září 2013      | Banja Luka, Bosna a Hercegovina | antuka | Nikola Mektić        | Dominik Meffert Oleksandr Nedovjesov         | 6–4, 3–6, [10–6]      |
| Vítěz     | 10. | 21. září 2013      | Trnava, Slovensko               | antuka | Mate Pavić           | Aljaž Bedene Jaroslav Pospíšil               | 7–5, 4–6, [10–6]      |
| Vítěz     | 11. | 3. listopadu 2013  | Soul, Jižní Korea               | tvrdý  | Mate Pavić           | Lee Hsin-han Peng Hsien-yin                  | 7–5, 6–2              |
| Vítěz     | 12. | 10. listopadu 2013 | Yeongwol, Jižní Korea           | tvrdý  | Mate Pavić           | Lee Hsin-han Peng Hsien-yin                  | 6–4, 4–6, [10–7]      |
| Vítěz     | 13. | 20. dubna 2014     | Sarasota, Spojené státy         | antuka | Henri Kontinen       | Rubén Ramírez Hidalgo Franko Škugor          | 5–7, 7–5, [10–6]      |

## Finále na juniorském Grand Slamu

### Čtyřhra: 1 (1–0)
| Stav  | Rok  | Turnaj      | Povrch | Spoluhráč   | Soupeř ve finále                 | Výsledek |
| ----- | ---- | ----------- | ------ | ----------- | -------------------------------- | -------- |
| Vítěz | 2009 | French Open | antuka | Dino Marcan | Guilherme Clézar Huang Liang-chi | 6–3, 6–2 |